# Орден святого Агнця
Орден Святого Агнця (фін. Pyhän Karitsan ritarikunta) — нагорода Православної церкви Фінляндії. Заснований 20 червня 1935 року. Великим магістром ордену є архієпископ Православної церкви Фінляндії. Є православним церковним орденом, вручається переважно священнослужителів та людям, які надали високі послуги церкви. Носиться після всіх офіційних нагород, на військових мундирах заборонений до носіння.

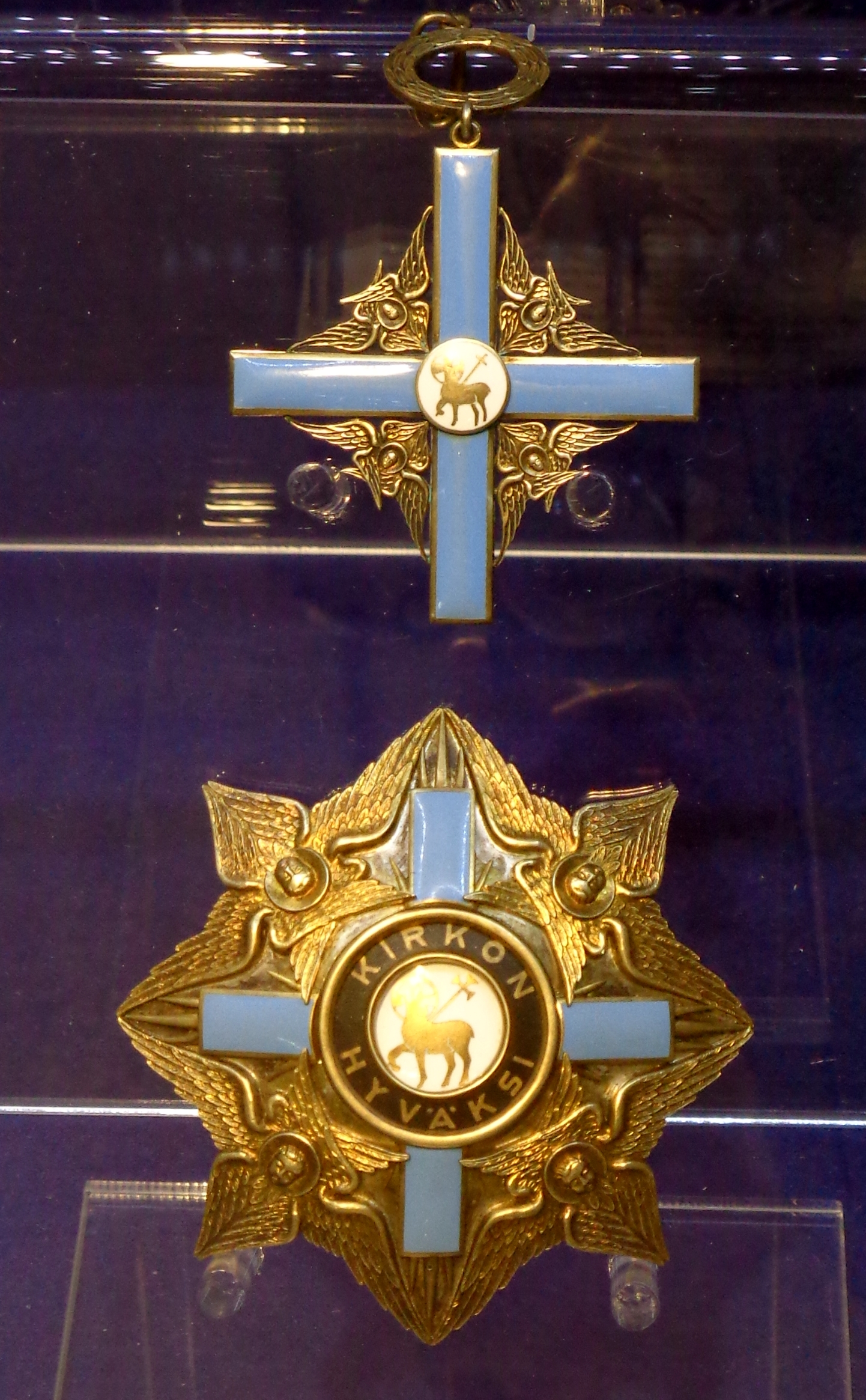
Знак і зірка Великого хреста

Включає в себе 7 класів, у тому числі два медальних:
1. Великий хрест із зіркою (фін. Pyhän Karitsan suurristi)
2. Командорський знак 1 класу із зіркою (фін. Pyhän Karitsan 1. luokan komentajamerkki)
3. Командорський знак 2 класу (фін. Pyhän Karitsan 2. luokan komentajamerkki)
4. Лицарський знак 1 класу (фін. Pyhän Karitsan 1. luokan ritarimerkki)
5. Лицарський знак 2 класу (фін. Pyhän Karitsan 2. luokan ritarimerkki)
6. Медаль 1 класу (фін. Pyhän Karitsan 1. luokan mitali)
7. Медаль 2 класу (фін. Pyhän Karitsan 2. luokan mitali)